# Schneeberg (Sassonia)
Schneeberg è un comune di 16 042 abitanti del libero stato della Sassonia, Germania, nel circondario dei Monti Metalliferi.

## Amministrazione

### Gemellaggi
- Herten
- Veresegyház